# Iglesia del Salvador (Pekín)

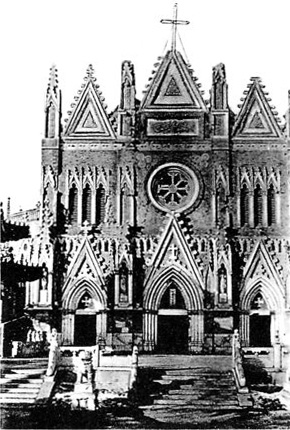
La iglesia en 1900

La iglesia del Salvador (en francés: Église Saint-Sauveur; en chino tradicional y simplificado, 救世主堂), conocida coloquialmente como Iglesia de (la calle de) Xishiku (西什庫天主堂T, 西什库天主堂S) o Beitang (北堂?, Pei-t῾angW, lit. «Iglesia del Norte») es una iglesia católica situada en el distrito de Xicheng, Pekín, China. Es una de las iglesias más adornadas y magníficas de todas las catedrales e iglesias de Pekín.
La iglesia fue establecida originalmente por los jesuitas en 1703 cerca de Zhongnanhai (frente a la antigua Biblioteca de Pekín), en terrenos otorgados por el emperador Kangxi de la dinastía Qing a los Jesuitas en 1694, tras su recuperación de una enfermedad gracias a los conocimientos médicos de los padres Jean-François Gerbillon y Joachim Bouvet. El emperador también escribió a mano la placa caligráfica y coplas para el edificio. Se denominó "Iglesia del Salvador" y abrió oficialmente el 9 de febrero de 1703.
En 1887 se trasladó la iglesia y se reconstruyó en su emplazamiento actual, a petición del emperador Guangxu, que necesitaba los terrenos originales cerca de la Ciudad Prohibida para crear el parque de Zhongnanhai. La actual catedral neogótica y elaborada fachada de mármol gris se construyó en 1890, bajo la dirección del misionero lazarista Obispo Pierre-Marie-Alphonse Favier (1837-1905), quien la diseñó. Se sitúa en un terreno espacioso, rodeado por pinos y robles y dos pabellones chinos.
En la iglesia se sitúa la oficina del obispo de Pekín y está afiliada con la Asociación Patriótica Católica China.

## El sitio de Beitang (14 de junio al 16 de agosto de 1900)

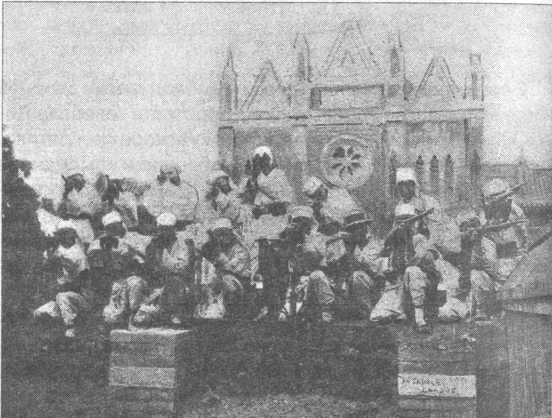
Los defensores de Beitang (1900)

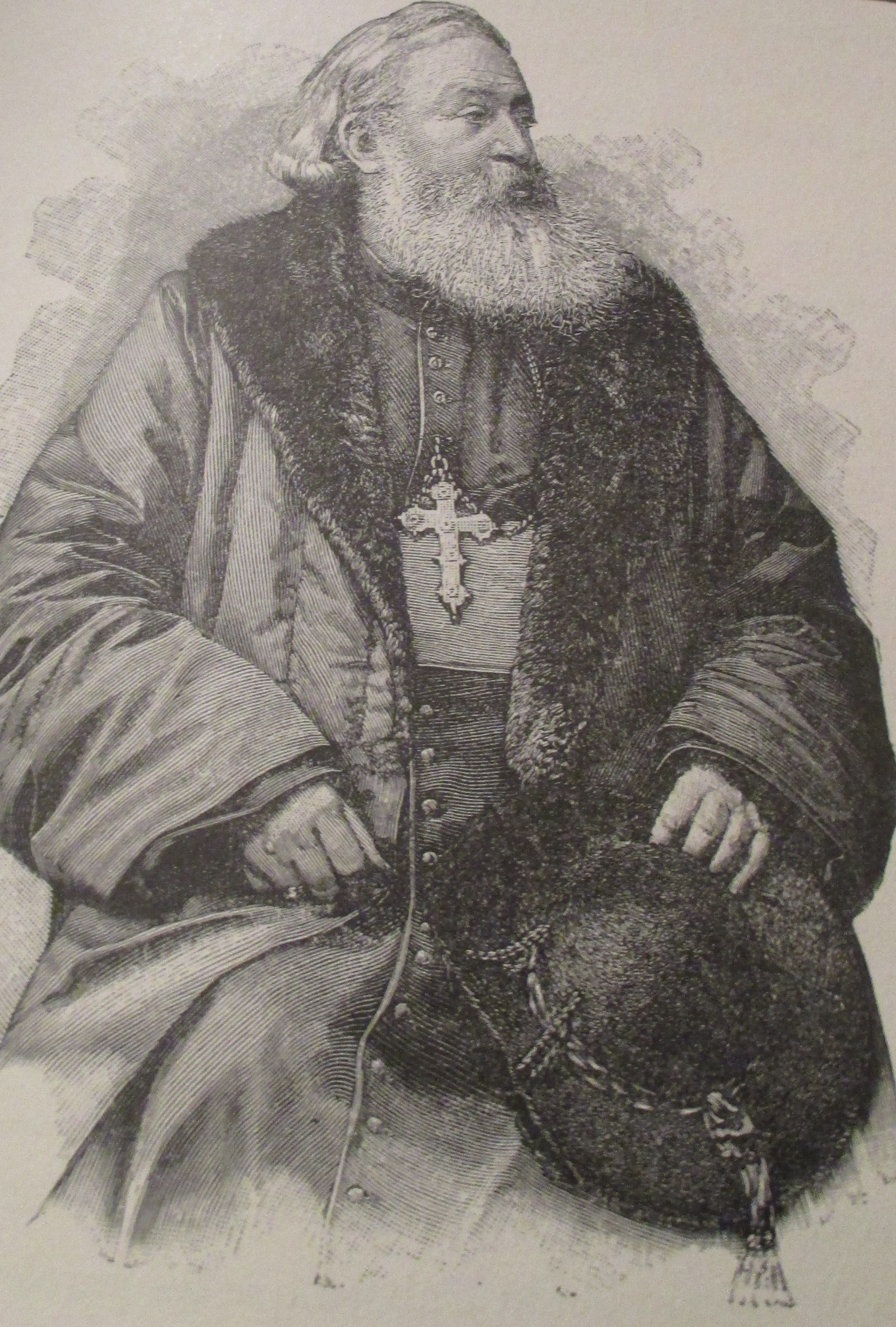
Mgr. Favier.

Durante el levantamiento de los bóxers, la Iglesia Católica del Norte de Pekín (conocida como Peitang, y posteriormente Beitang) fue sitiada por unos diez mil bóxers desde el 14 de junio hasta el 16 de agosto de 1900. Su defensa fue liderada por Pierre-Marie-Alphonse Favier (1837-1905), el vicario apostólico de la arquidiócesis de Pekín, y arquitecto de la catedral. Según W.A.P. Martin, «la defensa de la catedral constituye la página más brillante de la historia del sitio». La «defensa exitosa de Favier de la Catedral Peitang de Pekín era poco menos que un milagro cristiano». Según Martin,

La catedral nueva, o del norte, situada en un terreno descubierto, se consideraba capaz de la defensa. Monseñor Favier decidió valientemente defenderla a toda costa, y por tanto preservar las vidas de 3.000 conversos que se habían refugiado en ella.
W.A.P. Martin

Como la catedral se situaba cerca de la Ciudad Imperial, cerca de la Puerta del Oeste, a unos tres kilómetros del barrio de las delegaciones, estaba aislada de las delegaciones extranjeras. Martin explica:

Hasta que se levantó el sitio, sin embargo, no teníamos conocimiento de la gravedad del conflicto que tuvimos que librar para mantener a raya al enemigo; aunque estábamos separados por solo tres kilómetros en línea recta, teníamos la comunicación completamente cortada, como si estuviéramos en el polo norte.
W.A.P. Martin

Las iglesias del Este y del Sur resultaron gravemente dañadas, así como otros edificios de la Iglesia Católica en Pekín. Favier estimó que durante el levantamiento de los bóxers entre 15.000 y 20.000 miembros de su grupo fueron asesinados y tres cuartos de las capillas fueron destruidas. Durante el sitio, más de 3.900 personas (incluidos unos cien europeos, principalmente mujeres y niños, y 850 huérfanos) buscaron refugio en los muros de la iglesia, que fue defendida por solo cuarenta y un marines franceses e italianos, dirigidos por dos oficiales franceses. Creyendo que la iglesia sería atacada por los bóxers, desde mediados de mayo Favier fue capaz de reunir grandes cantidades de comida, armas y municiones, pero el gran número de refugiados hizo necesario un racionamiento severo hasta que los japoneses levantaron el sitio el 16 de agosto de 1900. Durante su viaje a China en el verano de 1901, el misionario y estadista Arthur Judson Brown (1856-1963) entrevistó a Favier, quien dio una descripción detallada del daño infligido durante el sitio: 

Visité al famoso Obispo. Era, porque ha muerto desde entonces, un francés corpulento y con barba muy poblada de unos sesenta y cinco años aparentemente. Nos recibió muy cordialmente y habló rápidamente sobre el sitio. Dijo que de los ochenta europeos y 3.400 cristianos que estuvieron con él en el sitio, 2.700 eran mujeres y niños; 400 fueron enterrados, de los cuales 40 murieron por balas, 25 por una explosión, 81 por otra explosión y 1 por otra explosión; del resto, algunos murieron de enfermedades pero la mayor parte de hambre, así, 21 niños se enterraron al mismo tiempo en una tumba. Aparte de estos 400 que fueron asesinados o que murieron, muchos más fueron volados en pedazos en explosiones de manera que no se pudo encontrar nada para enterrar: 51 niños desaparecieron de esta manera.
 Arthur Judson Brown